# Viva Technology
Viva Technology, o VivaTech, es un encuentro anual dedicado a la innovación tecnológica y las startups fundado en 2016. Se lleva a cabo anualmente en la Paris Expo Porte de Versailles en París, Francia y está organizado por los grupos Les Échos y Publicis. Los primeros tres días de VivaTech están dirigidos exclusivamente a start-ups, inversores, directivos, estudiantes y académicos. El cuarto día el evento se abre al público en general.
La edición de 2023 alcanzó un récord al atraer a más de 150.000 visitantes durante toda la duración del evento, casi 60.000 más que la edición anterior. Esto supone que el número de visitantes de Viva Tech en 2023 superará al de CES, feria de referencia en el ámbito de las nuevas tecnologías que se celebra cada año en Las Vegas.